# Eleccions legislatives de Gàmbia de 2012
El 29 de març de 2012 es van celebrar eleccions legislatives a Gàmbia. El partit governant Aliança per a la Reorientació i la Construcció Patriòtiques (APRC) va obtenir 43 dels 48 escons triats.